# Koda, fratello orso 2
Koda, fratello orso 2 (Brother Bear 2) è un film d'animazione direct-to-video del 2006 diretto da Ben Gluck, seguito del film d'animazione della Disney, Koda, fratello orso. Era stato concepito come episodio pilota di una serie su Rocco e Fiocco, che non venne mai realizzata. In Italia uscì il 21 settembre 2006.

## Trama
Sono passati quattro anni da quando Kenai ha scelto di restare un orso e insieme a Koda. Ora Kenai e Koda sono fratelli adottivi e passano ogni giorno nel divertimento con Tug e altri orsi solitari. Una notte, Kenai sogna la sua vecchia amica d'infanzia, Nita; egli ricorda un episodio della sua gioventù: Nita sta per affogare ma lui le salva la vita e le regala un amuleto, ma poi viene interrotto dal piccolo Koda. Nel frattempo, la ragazza, diventata adulta e orfana di madre, si prepara, come figlia del suo capovillaggio a sposare il giovane Atka, altro capovillaggio, per unire i due villaggi, ma la cerimonia viene interrotta da un violento terremoto, che divide i due. Quella sera, Nita va dalla sciamana del villaggio per capire perché gli spiriti non vogliono che sposi Atka e grazie a lei scopre una cosa che la sconvolge: non lo può sposare perché è promessa alla persona che le ha regalato l'amuleto, come un legame, cioè Kenai. L'unico modo per permettere a Nita di sposare Atka è bruciare l'amuleto alle Cascate Okane, insieme a Kenai, entro l'equinozio primaverile. Nita parte alla sua ricerca, dopo che gli spiriti le donano la possibilità di parlare con gli animali.
Il giorno dopo, Nita trova Kenai, ma lui rifiuta di aiutarla perché è offeso dal fatto che lei reputi il suo amuleto "un ciondolino". Accetta, però, quando Nita fa leva sul fatto che non aiutandola gli spiriti potrebbero farlo tornare umano. Il gruppo, dunque, si mette in marcia. Mentre Koda e Nita fanno amicizia, il gruppo raggiunge un fiume dove incontrano Fiocco e Rocco, che vogliono far colpo su due alci femmine di cui si sono innamorati. Nita vorrebbe riprendere il cammino, ma Kenai decide di aiutare i due amici: Kenai finge di aggredire le due "alcette", in modo che poi Rocco e Fiocco possano intervenire per salvarle e fare bella figura con le due, ma quando Kenai ruggisce per la scena i due si spaventano sul serio e se ne vanno. Le alcette, quindi, gettano Kenai nella diga dei castori dove egli resta bloccato. Quando anche le alcette sono andate via, Nita e Koda si avvicinano per aiutare Kenai, ma nella foga del momento Nita perde la borsa con l'amuleto che finisce in acqua e viene trascinato via dalla corrente fino a cadere da una cascata. Kenai, Koda e Nita seguono l'amuleto e lo vedono riemergere su una riva lì vicino. Però l'amuleto viene preso da un procione che scappa nel bosco. Nita si arrabbia con Kenai e i tre passano la notte sulla riva. 
Quella notte Kenai va a cercare il bandito mascherato nel bosco, riuscendo a trovare la sua tana, dove la mattina dopo viene raggiunto da Koda e Nita. Qui i tre, nonostante  alcune difficoltà, riescono a recuperare l'amuleto. Dopo essere ripartiti, il gruppo incontra nuovamente Rocco e Fiocco che tentano ancora di fare colpo sulle alcette. Kenai vorrebbe illustrargli un suo nuovo piano, ma interviene Nita che decide di aiutarli personalmente. Grazie al piano di Nita, che fa giocare i due alci con Koda, Rocco e Fiocco riescono a far colpo sulle alcette. Il gruppo riprende il cammino, ma arrivati ad un fiume Koda fa cadere Nita nell'acqua, spaventandola a morte. Koda, poi, scherza dicendole che ha paura dei pesci, ma Kenai interviene fermandolo. Nita, allora, rivela di avere paura dell'acqua fin dal giorno in cui quasi annegò nel lago ghiacciato quando i due erano piccoli. Kenai le fa coraggio e i tre si rimettono in cammino. Durante il resto del viaggio, Kenai ignora completamente Koda per divertirsi con Nita e arrivati ad un grosso fiume la aiuta ad attraversarlo. 
Appena anche Koda attraversa il fiume, sente i due parlare. Quando Kenai rivela di aver pensato al fatto di tornare umano, Koda scappa via in lacrime, inseguito da Kenai e Nita. Nita lo trova in una caverna di ghiaccio dalle mura pericolanti e cerca di farlo ragionare, ma Koda si rifiuta e le urla dicendole di andare subito via, facendo crollare la caverna. I due riescono a uscire incolumi, ma vengono travolti da una valanga. Kenai li trova e li tira fuori dalla neve, per poi chiarire con Koda il fatto che solo perché a volte gli mancano delle cose della sua vecchia vita umana, non lo avrebbe mai e poi mai lasciato. Il gruppo, infine, raggiunge le Cascate Okane. Qui, Nita brucia l'amuleto, scoprendo subito dopo di aver perso la capacità di capire gli animali. Nita fa poi ritorno al villaggio, triste poiché si è innamorata di Kenai. Il cucciolo ha capito l'amore che lega il fratello e la ragazza e chiede agli spiriti di far tornare Kenai umano perché possa stare con Nita. L'orsetto va da Nita per portarla da Kenai.
Arrivato al villaggio, Kenai riesce a trovare Koda e a nasconderlo da Atka, che lo sta inseguendo perché credeva che volesse distruggere il villaggio. Ma Koda viene catturato da altri due uomini, che però vengono sconfitti da Rocco e Fiocco. A questo punto, Kenai e Atka lottano: Atka ne esce vincitore, lanciando Kenai giù da una rupe bassa. Nita e Koda corrono da lui e lo medicano in tempo. Poco dopo, arrivano gli spiriti per far ritornare Kenai umano. Ma Nita, vedendo che Koda ha bisogno di un adulto, prende una decisione: diventa lei un'orsa sposando Kenai e restando felicemente con lui e Koda.

## Personaggi
- Kenai: ormai ventenne, ha deciso di vivere nelle vesti di orso e si dedica al fratellino adottivo Koda. Maturato e più saggio, Kenai si dimostra un buon padre, fratello e amico allo stesso tempo. Si innamora di Nita, sua coetanea e amica d'infanzia, e la sposerà dopo che lei diventerà un'orsa.
- Koda: il piccolo orsetto ha ora 8 anni (anche se si può ancora ritenere un cucciolo, perché gli orsi preistorici vivevano per molti anni) e rimane chiacchierone, birbante e vivace come nel primo film. All'inizio dell'avventura Koda e Kenai sono sul cammino verso la "Selva delle bacche", poi incontrano Nita che chiede loro aiuto per bruciare l'amuleto che la lega a Kenai.
- Tug: un grosso orso grigio molto simpatico, incontrato da Kenai e Koda già nel primo film.
- Nita: figlia del capo del suo villaggio, doveva inizialmente sposarsi con Atka, ma mentre suo padre celebra le sue nozze viene divisa fisicamente dal promesso sposo da un terremoto, un chiaro segnale dato dagli spiriti che il matrimonio non deve avvenire. Alla fine, rendendosi conto di amare Kenai, decide di restare con lui e Koda diventando un'orsa.
- Rocco e Fiocco: in questo film i due alci hanno più rilievo rispetto al primo film. Si innamorano di due belle alci sorelle, Anda e Kata, che daranno ai due fratelli parecchio filo da torcere, e con l'aiuto di Nita e Kenai riusciranno a fidanzarsi con loro.
- Atka: è inizialmente il futuro sposo di Nita, in quanto, essendo figlio del capo di un altro villaggio, il loro matrimonio unirebbe le due comunità. In apparenza è un giovane forte, buono e coraggioso.
- Bering: è un procione dispettoso. Inizialmente ruba l'amuleto a Nita e cerca di impedirle di riprenderselo insieme a decine di altri procioni, ma alla fine si pente, presenziando al matrimonio di Nita e Kenai.
- Anda e Kata: sono due alci femmine di cui Rocco e Fiocco si sono invaghiti, che all'inizio sono totalmente disinteressate ai loro spasimanti, ma che col tempo, grazie a Nita, ricambieranno i loro sentimenti.
- Chilkoot: è il padre di Nita ed il capo del villaggio in cui vive la ragazza. Vedovo, vuole molto bene alla figlia e si prende cura di lei dopo la morte della moglie. Inizialmente vorrebbe dare sua figlia in sposa ad Atka per poter unire i loro due villaggi; alla fine del film, quando Nita gli dice che vorrebbe diventare un'orsa per poter sposare Kenai, le dice che la amerà per sempre e non importa ciò che sceglierà.
- Innoko: anziana e saggia sciamana del villaggio di Nita, dice alla ragazza che deve andare assieme a Kenai alle cascate Okane per bruciare l'amuleto che Kenai le regalò da piccola, in modo che possa sposarsi con Atka. Ricompare per poco nella scena finale del film quando assiste al matrimonio tra Kenai e Nita.
- Gli Spiriti Superiori: sono le divinità costituite dalle anime degli esseri viventi morti. Trasformano Nita in un'orsa poiché alla fine lei decide di stare con Kenai e Koda. Ne fanno parte Sitka, fratello maggiore di Kenai, con la forma di un'aquila, e la madre di Koda.
- I mammut: appaiono brevemente rispetto al film precedente. Nella scena d'apertura del film una coppia passeggia tranquillamente mentre durante il viaggio di Nita assieme a Kenai e Koda vi è un piccolo branco e uno di loro trasporta i tre protagonisti.

## Doppiaggio
| Personaggio               | Doppiatore originale                 | Doppiatore italiano                         |
| ------------------------- | ------------------------------------ | ------------------------------------------- |
| Kenai                     | Patrick Dempsey Jack Weber (bambino) | Stefano Crescentini Fabio Valenzi (bambino) |
| Koda                      | Jeremy Suarez                        | Alex Polidori                               |
| Nita                      | Mandy Moore Jessie Flower (bambina)  | Myriam Catania Lilian Caputo (bambina)      |
| Bering                    | Jim Cummings                         | Roberto Stocchi                             |
| Rocco                     | Dave Thomas                          | Adolfo Margiotta                            |
| Fiocco                    | Rick Moranis                         | Massimo Olcese                              |
| Innoko                    | Wanda Sykes                          | Cristina Noci                               |
| Kata                      | Catherine O'Hara                     | Roberta Greganti                            |
| Anda                      | Andrea Martin                        | Antonella Giannini                          |
| Atka                      | Jeff Bennett                         | Corrado Conforti                            |
| Tug                       | Michael Clarke Duncan                | Alessandro Rossi                            |
| Honnah la moglie di Tug   | Tress MacNeille                      | Barbara Castracane                          |
| Chilkoot il padre di Nita | Jim Cummings                         | Carlo Sabatini                              |
| Bambina                   | Nicolette Little                     | Alice Venditti                              |
| Baby procione             | Laraine Newman                       | Nike Francesca Pucci                        |

## Colonna sonora
La colonna sonora del film è composta da 4 canzoni:
- Il mio sogno (Welcome to this day) cantata da Lalla Francia nella versione italiana e da Melissa Etheridge nella versione originale.
- Adesso lo so (Feels like Home) cantata da Lalla Francia e da Luca Velletri nella versione italiana e da Melissa Etheridge e Josh Kelly nella versione originale.
- Io sono lì (It will be me) cantata da Lalla Francia nella versione italiana e da Melissa Etheridge nella versione originale.
- Il mio sogno (ripresa) (Welcome to this day (reprise)) cantata da Lalla Francia e da Luca Velletri nella versione italiana e da Melissa Etheridge e Josh Kelly nella versione originale.